# Церква Живоначальної Трійці (Троєщина)
Церква Живоначальної Трійці — православний храм у селі Троєщина, збудований 1891 та зруйнований у 1943 році.

## Історія храму
Точна дата побудови першої Свято-Троїцької церкви невідома. За найдавнішими метричними книгами храму, що зберігаються у Центральному державному історичному архіві України, можна визначити, що храм існував вже 1725 року. 
На 1876 рік Свято-Троїцька церква входила до складу Вигурівщино-Слобідської парафії, до якої також входили церкви Вигурівщини, Воскресенської Слобідки та Микільської Слобідки. Перенесення села на нове місце після повені 1877 року сприяло і побудові нового храму.
Нову Свято-Троїцьку церкву було збудовано 1891 року. Як і попередниця, це була дерев'яна церква. Архітектурно це був хрещатий храм у «єпархіальному стилі» з високою шатровою дзвіницею над притвором, з 8-гранним барабаном головної бані.
Станом на 1876 рік церква Трьох Святителів разом із сусідньою церквою Осокорків входила до складу Осокорсько-Позняківської парафії. Парафія складалася зі священика, його помічника та 2 псаломщиків.
Доля церкви у перші десятиліття радянської влади складалася щасливо. Церкву не було закрито ані у 1920-ті, ані у 1930-ті роки (хоча сусідню вигурівську церкву закрили ще на початку 1930-х років). Тож на кінець 1930-х років церква Св. Трійці у Троєщині залишалася однією із дуже небагатьох діючих церков київської приміської смуги. Залишався діючим храм і за часів німецької окупації. Але у вересні 1943 року німецькі війська, готуючись до оборони Києва та околиць від радянських військ, знищували лівобережні поселення. Була спалена і Троєщина. Старожили згадували, що на попелищі села 3 дні височіла церква, а потім спалили і її.
На місці спаленої церкви невдовзі було збудовано новий, невеликий дерев'яний Троїцький храм. 1965 році, через загрозу знищення, храм було за 3 дні перенесено на нове місце. На старому місці церкви невдовзі було збудовано клуб. Сучасна адреса того місця, де до 1965 року стояла церква — вулиця Радосинська, 27.
Впродовж 1991—1997 років поряд із Троїцьким храмом було збудовано великий Троїцький собор. Тож у жовтні 1998 року указом митрополита Володимира (Сабодана) стара Свято-Троїцька церква стала храмом новозаснованого чоловічого скиту Сходження Святого Духа, що підпорядковувався Києво-Печерській лаврі.